# Leptogorgia africana
Leptogorgia africana är en korallart som först beskrevs av Kükenthal 1919.  Leptogorgia africana ingår i släktet Leptogorgia och familjen Gorgoniidae. Inga underarter finns listade i Catalogue of Life.